# KVV Vosselaar
KVV Vosselaar is een Belgische voetbalclub uit Vosselaar. De club is aangesloten bij de KBVB met stamnummer 2391 en heeft blauw-wit als kleuren.
Het terrein van de club ligt sinds 1948 in het centrum van de gemeente, aan de Konijnenberg, vandaar de naam "Konijnenbergjongens". Gans dit gebied is geklasseerd, zodat niet echt ruimte is voor uitbreiding van de twee terreinen. Extra ruimte heeft de club op de velden van het gemeentelijk sportcentrum "Diepvenneke".
De club heeft een grote jeugdwerking en treedt met in totaal meer dan 30 ploegen aan in de diverse reeksen.

## Geschiedenis
De club werd officieel opgericht op 1 juni 1928. De ploeg speelde aanvankelijk vriendenwedstrijden. In 1930 sloot men aan bij de Vlaamse Voetbalbond, een amateurvoetbalbond. In 1936 sloot Vosselaar uiteindelijk aan bij de Belgische Voetbalbond, en ging daar van start in Derde Gewestelijke, een lokale reeks. Reeds na twee jaar speelde de club daar kampioen, en nog later klom men verder op naar Eerste Provinciale.
In 1951 slaagde de club erin op te klimmen uit de provinciale reeksen tot in Nationale Bevordering, toen de Derde Klasse. Na 1951/52 werden grote competitiehervormingen doorgevoerd. Het aantal clubs in de hogere reeksen werd gereduceerd en er werd een nieuw vierde nationale niveau gecreëerd dat voortaan het bevorderingsniveau werd. Ondank een zesde plaats diende Vosselaar zo een niveau lager te gaan spelen, nog steeds in Bevordering, maar ditmaal was dit de Vierde Klasse. Vosselaar zou nog negen seizoenen onafgebroken in de nationale Bevordering blijven spelen. Bij het 25-jarig bestaan in 1953 kreeg de club de koninklijke titel, en werd Koninklijke VV Vosselaar.
In 1961 eindigde Vosselaar echter voorlaatste, en de club zakte terug naar de provinciale reeksen. Vosselaar bleef in die provinciale reeksen hangen. Pas in 1982 kon men nog eens opklimmen tot in de nationale Vierde Klasse, onder leiding van trainer Herman Fransen. Het eerste seizoen haalde men nog een plaats in de middenmoot, maar in 1984 strandde de ploeg opnieuw op een degradatieplaats en zakte weer terug naar Provinciale. De club zakte weer weg in de provinciale reeksen, waar de club wat op en neer ging tussen de verschillende niveaus.
Onder leiding van trainer Piet De Boer en zijn medewerkers won het eerste elftal in de 3de provinciale twee maal de kampioenstitel, met de promotie als bekroning van het seizoen. Zo dwong men in het seizoen 2000-2001 de promotie af naar eerste provinciale onder leiding van Piet De Boer. Piet De Boer ging aan de slag bij KV Turnhout en gaf de fakkel over aan ex- KVV-speler Luc Wagemans. De aanpassingen in eerste provinciale verliepen stroef en moeilijk. Franc Coenen werd binnengehaald en deze verving interim-trainer Peeters die even de taak van hoofdtrainer overnam van Luc Wagemans.
Franc Coenen, die in zijn Lierse Periode o.a. scouting deed van de tegenstanders in de Champions League slaagde erin de degradatie te vermijden en zo het verblijf in eerste provinciale te verlengen. In het seizoen dat daarop volgde werden vele jeugdspelers doorgeschoven. Met een verjongd eerste elftal trachtte men het behoud alsnog te redden, maar dit lukte niet.
In het seizoen 2004-2005 trad het eerste elftal aan met een zeer jonge ploeg waarvan slechts enkele spelers wonende buiten Vosselaar onder leiding van trainer Kris Bernaerts. Deze jonge ploeg kon zich verzekeren van behoud en eindigde op een verdienstellijke 9de plaats. Een jaar later werd de 15de plaats behaald en volgde degradatie naar 3de.
In 2006-2007 kwamen er nieuwe kleedkamers, tribune en een nieuwe omheining. Ook trok men een nieuwe trainer aan, Jef Lauwers, die van KFC Lentezon kwam. De huidige kern werd samen gehouden (slechts één uitgaande transfer ) en versterkt. Op die manier wou KVV Vosselaar zich zo snel mogelijk terug in 2de spelen. Na een goede voorbereiding draaide de seizoensstart uit op een grote teleurstelling met als gevolg dat Jef Lauwers er de brui aan gaf. Het duo Ludo Van Reusel en Jo Dehouwer loodste KVV via de eindronde naar tweede provinciale.
KVV begon in 2007-2008 goed aan het seizoen, maar daarna begon de motor te sputteren. Trainer Jan Van Dungen nam zijn verantwoordelijkheid, en bood zijn ontslag aan bij KVV. Kapitein Tom Gevers die ondertussen al hulptrainer was geworden kreeg van het bestuur het vertrouwen om het seizoen vol te maken. Dit deed hij samen met ex-KVV'er Bob Van Den Auwelant. Dit jonge trainersduo slaagde erin om KVV te behouden voor degradatie naar 3de provinciale. Het betekende meteen ook de contractverlenging voor Tom Gevers. Bob Van Den Auwelant moest afhaken omdat hij onvoldoende tijd had.
In 2008-2009 kreeg Gevers het gezelschap naast zich van een Nederlander, Kees Frijters. KVV speelde een wervelende eerste seizoenshelft en speelde aan kop van het klassement. Door blessureleed en een mindere vorm na nieuwjaar moest KVV de greep met de top lossen. Toch draaide het nog mee in de top 5. Door een sterke eindspurt slaagde de KVV er toch nog in om de 3de plaats te veroveren, met een erg jonge kern die voor een zeer groot deel uit Vosselaarse jongens bestond. KVV miste net de eindronde en bleef ondanks de 3de plaats met lege handen achter.
In 2009-2010 slaagde KVV erin als eerste te eindigen in 2de provinciale en zo te promoveren naar eerste provinciale. Het seizoen 2010-2011 begon zeer goed voor KVV, ondanks een mindere periode stond de club meestal aan de leiding en zo werd op 17 april 2011, op één wedstrijd van het einde, de promotie naar vierde klasse behaald. Zo speelde KVV in het seizoen 2011-2012 voor het eerst in bijna 30 jaar nog eens in de nationale reeksen.

## Resultaten
| Seizoen | Klasse | Klasse | Klasse | Klasse | Klasse | Klasse | Klasse | Klasse | Klasse | Reeks                                                    | Punten                                                   | Opmerkingen                                                                     |
|         | I      | I      | II     | III    | IV     | P.I    | P.II   | P.III  | P.IV   |                                                          |                                                          |                                                                                 |
| ------- | ------ | ------ | ------ | ------ | ------ | ------ | ------ | ------ | ------ | -------------------------------------------------------- | -------------------------------------------------------- | ------------------------------------------------------------------------------- |
| 2003/04 |        |        |        |        |        | 16     |        |        |        | Eerste prov. Antw.                                       | 17                                                       |                                                                                 |
| 2004/05 |        |        |        |        |        |        | 8      |        |        | Tweede prov. C Antw.                                     | 38                                                       |                                                                                 |
| 2005/06 |        |        |        |        |        |        | 15     |        |        | Tweede prov. C Antw.                                     | 27                                                       |                                                                                 |
| 2006/07 |        |        |        |        |        |        |        | 3      |        | Derde prov. D Antw.                                      | 59                                                       |                                                                                 |
| 2007/08 |        |        |        |        |        |        | 12     |        |        | Tweede prov. B Antw.                                     | 36                                                       |                                                                                 |
| 2008/09 |        |        |        |        |        |        | 3      |        |        | Tweede prov. B Antw.                                     | 53                                                       |                                                                                 |
| 2009/10 |        |        |        |        |        |        | 1      |        |        | Tweede prov. B Antw.                                     | 64                                                       |                                                                                 |
| 2010/11 |        |        |        |        |        | 1      |        |        |        | Eerste prov. Antw.                                       | 57                                                       |                                                                                 |
| 2011/12 |        |        |        |        | 5      |        |        |        |        | Vierde klasse C                                          | 49                                                       |                                                                                 |
| 2012/13 |        |        |        |        | 12     |        |        |        |        | Vierde klasse C                                          | 37                                                       |                                                                                 |
| 2013/14 |        |        |        |        | 12     |        |        |        |        | Vierde klasse C                                          | 35                                                       |                                                                                 |
| 2014/15 |        |        |        |        | 13     |        |        |        |        | Vierde klasse C                                          | 32                                                       |                                                                                 |
| 2015/16 |        |        |        |        | 13     |        |        |        |        | Vierde klasse C                                          | 36                                                       |                                                                                 |
|         | 1A     | 1B     | 1Am    | 2Am    | 3Am    | P.I    | P.II   | P.III  | P.IV   | Vanaf 2016-17 zijn er 3 nationale en 2 regionale niveaus | Vanaf 2016-17 zijn er 3 nationale en 2 regionale niveaus | Vanaf 2016-17 zijn er 3 nationale en 2 regionale niveaus                        |
| 2016/17 |        |        |        |        | 5      |        |        |        |        | Derde klasse Am.                                         | 49                                                       |                                                                                 |
| 2017/18 |        |        |        | 6      |        |        |        |        |        | Tweede klasse Am.                                        | 44                                                       |                                                                                 |
| 2018/19 |        |        |        | 10     |        |        |        |        |        | Tweede klasse Am.                                        | 38                                                       |                                                                                 |
| 2019/20 |        |        |        | 7      |        |        |        |        |        | Tweede klasse Am.                                        | 32                                                       | Vroegtijdig stopgezet wegens de Coronacrisis. Geen amateurlicentie aangevraagd. |
| 2020/21 |        |        |        |        |        | -      |        |        |        | Eerste prov. Antw.                                       | -                                                        | Geschrapt wegens de Coronacrisis.                                               |
| 2021/22 |        |        |        |        |        | 11     |        |        |        | Eerste prov. Antw.                                       | 32                                                       |                                                                                 |
| 2022/23 |        |        |        |        |        | 12     |        |        |        | Eerste prov. Antw.                                       | 34                                                       |                                                                                 |
| 2023/24 |        |        |        |        |        | 15     |        |        |        | Eerste prov. Antw.                                       | 16                                                       | Degradatie                                                                      |
| 2024/25 |        |        |        |        |        |        | 5      |        |        | Tweede prov. Antw. B                                     | 47                                                       | Promotie via de eindronde                                                       |
| 2025/26 |        |        |        |        |        |        |        |        |        | Eerste prov. Antwerpen                                   |                                                          |                                                                                 |